# سامسونج أتيف إس
سامسونج أتيف إس (بالإنجليزية: Samsung Ativ S)‏ هو هاتف ذكي من إلكترونيات سامسونج يعمل بنظام ويندوز فون، تم طرحه في الأسواق في 2012.

## الخصائص
- نظام التشغيل: ويندوز فون
- الكاميرا الأمامية: 1.9 ميجابكسل
- الوزن: 135 غ (4.8 أونصة)
- المعالج: 1.5 جيجا هرتز ثنائي النواة
- الذاكرة: 1 جيجابايت رام
- التخزين: 16 أو 32 جيجابايت ذاكرة وميضية